# Література Шрі-Ланки

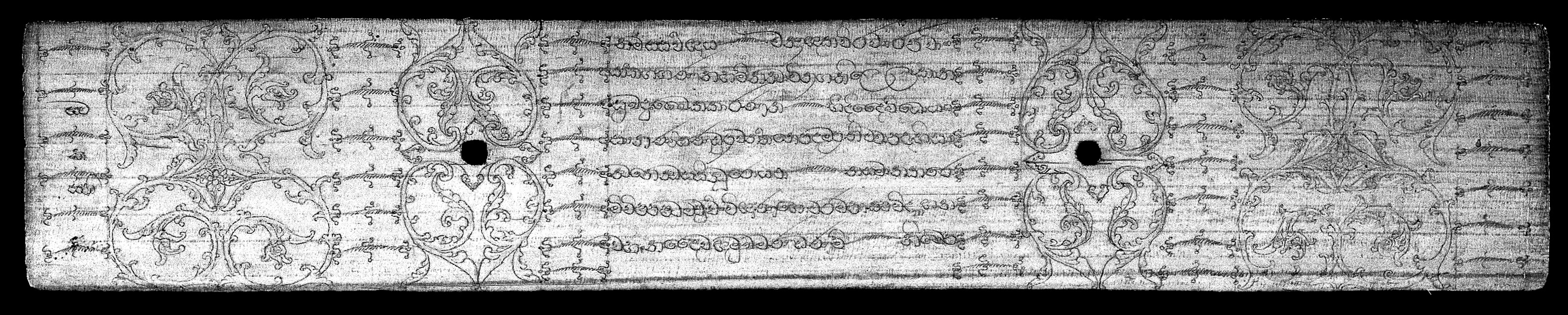
Сингальський манускрипт. Розписна дерев'на обкладинка.

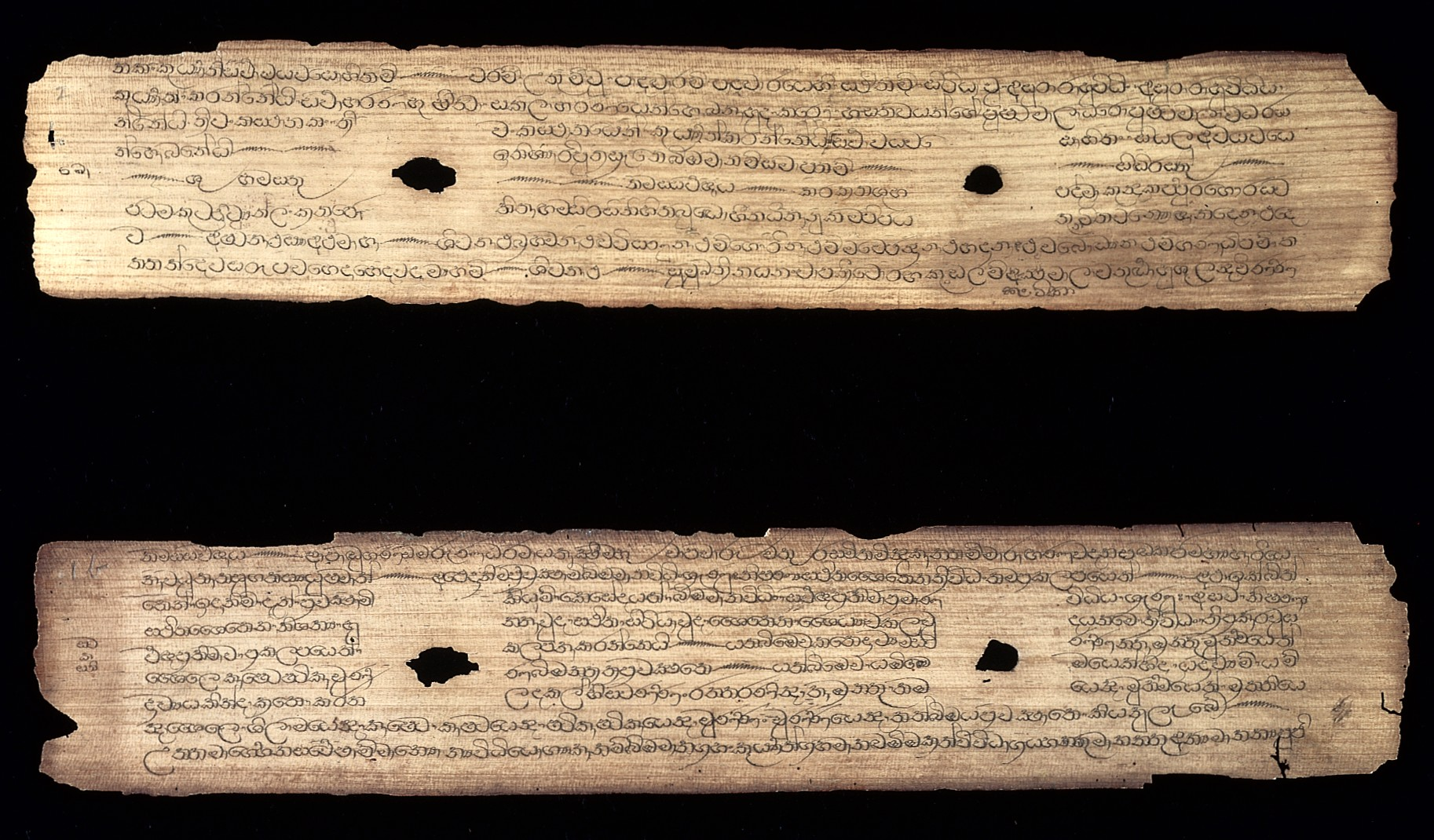
Сингальський манускрипт. Пальмові листя з текстом.

Оскільки нa Цейлоні у кінці I ст. до н. е. панував буддизм, буддійська, a нe індуістська літepaтypнa традиція вплинула нa місцеву літepaтypy. Першими джерелами літератури Шрі-Ланки є письмова фіксація буддійського канону мовою палі у 1 ст. до н. е.. Довгий час створювалася поезія на санскриті. Найдавнішими літературними пам'ятками є хроніки «Діпаванса» (4 ст.) та «Махавамса» (5 ст.) на мові палі. У 4-5 століттях написані коментарі до основних положень буддизму. У 5 ст. мовою палі записані джатакі, які запозичені з Індії. Література мовою палі стала основою для сингальської літератури. У 7-8 ст. н. е. зародилася сингальська література. Від цього періоду до нас дійшли окремі поетичні фрагменти (віршовані написи на скельних галереях палацу-фортеці Сігірії) та переклади сингальською мовою санскритських й палійських книг. Перші самостійні твори сингальської літератури виникли на Цейлоні в кінці 12-13 ст. Отримала розвиток література тамільською мовою. Одночасно існували пам'ятки нa санскриті, a також тамільскою мовою.
Література на Шрі-Ланці розвивається в основному сингальською мовою, а також тамільською та англійською мовами. У 20 ст. багато письменників Шрі-Ланки, на батьківщині і у діаспорі, пишуть саме англійською мовою.

## Сингальська література

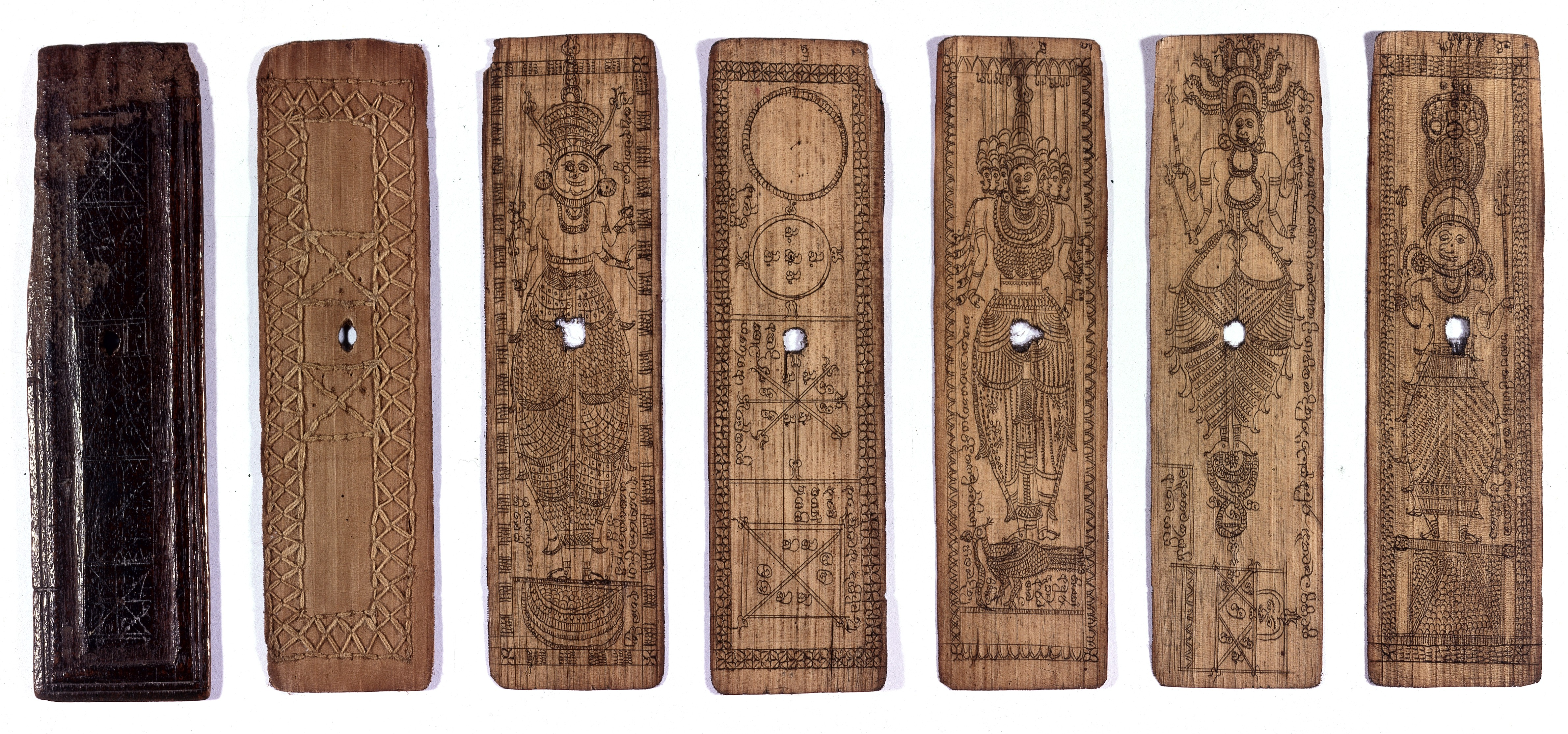
Сингальський манускрипт. Малюнки з книги оберігів.

Література сингальською мовою, одна з літератур Південної Азії, що виникла і розвивається на острові Шрі-Ланка. Виникнення сингальскої літератури датується дослідниками 7-8 ст. Її своєрідність обумовлено пануванням тхеравади (різновиди буддизму) серед сингалів, потужним впливом санскритської літератури й палійської літератури, багатовіковим близьким сусідством з тамільською літературою, а також тривалим перебуванням Шрі-Ланки під владою європейців: португальців, голландців й англійців.

## Таміломовна література Шрі-Ланки

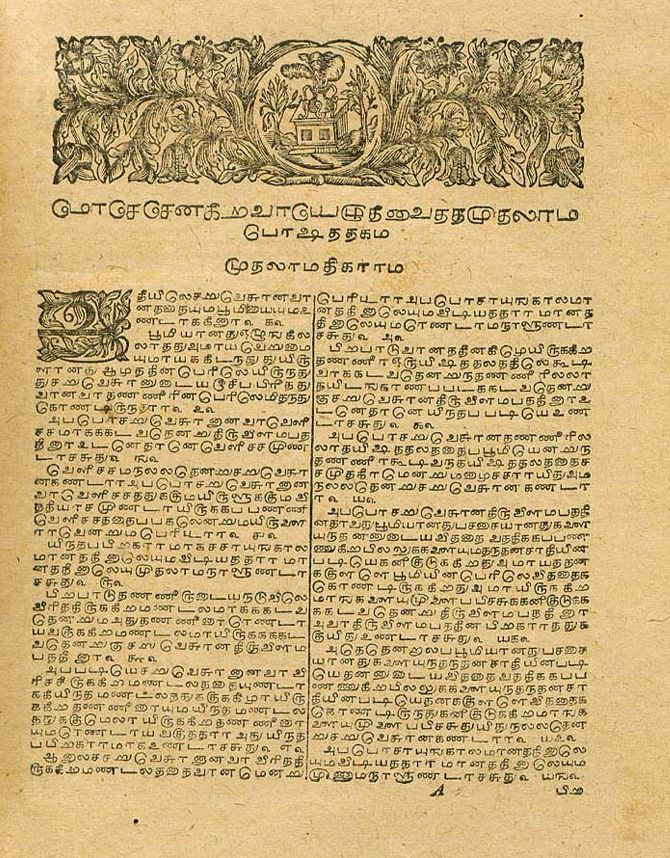
Тамільська Біблія перекладена Бартоломеєм Зігенбалгом і Бенджаміном Шульцем та опублікована у 1723 році.

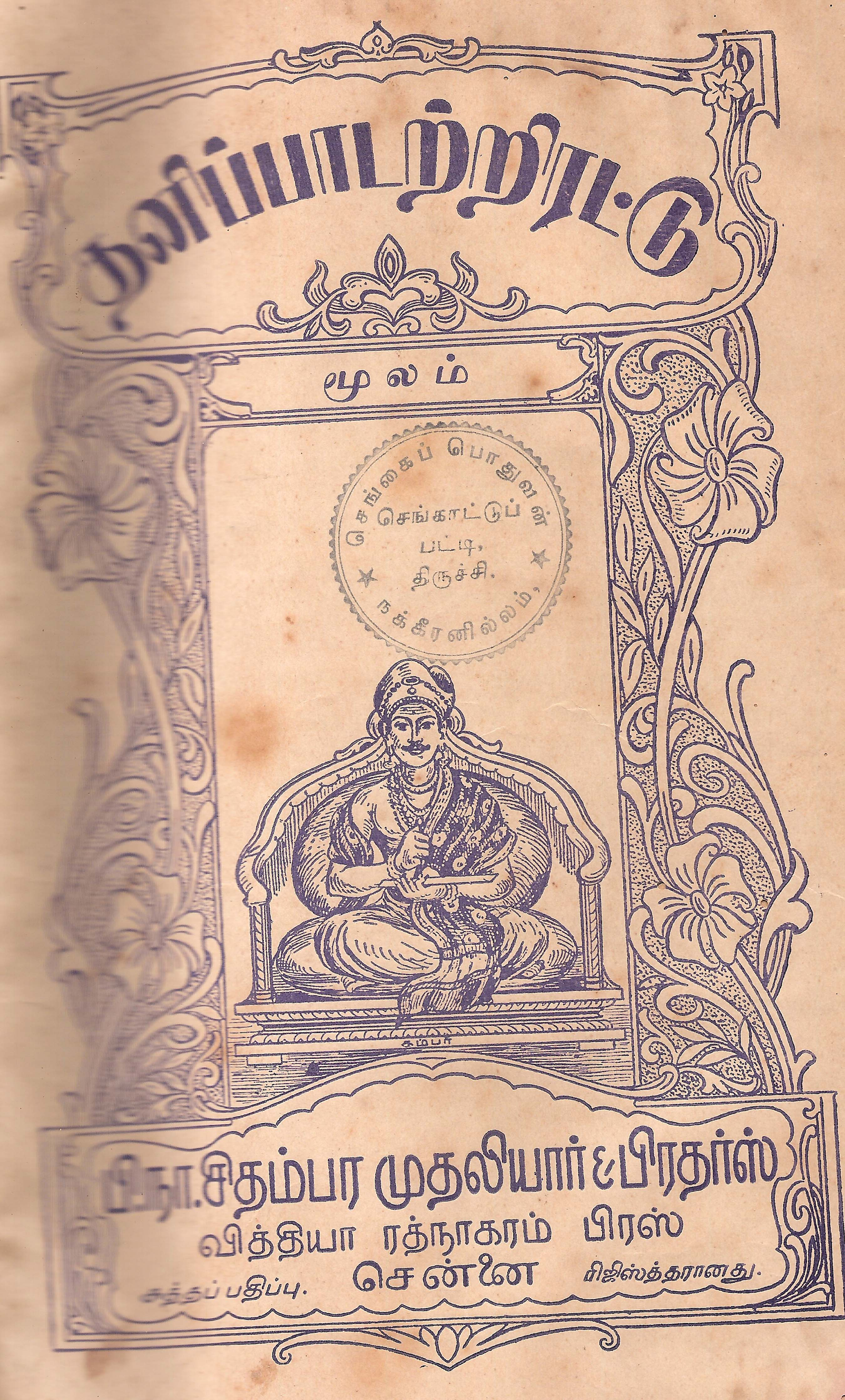
Стара книга тамільською мовою, складена окремою поемою.

Протягом багатьох століть література Шрі-Ланки тамільською мовою розвивалася під впливом тамільської літератури Індії та була позбавлена національного характеру. Лише з підйомом національно-визвольного руху у кінці 19-початку 20 ст. та зростом національної самосвідомості тамілов Шрі-Ланки їх література знайшла свої оригінальні риси. Найбільшого розвитку у 20 ст. досягли новела, поезія та одноактна п'єса. Письменники у творах звертаються до соціальної тематики та соціальної несправедливості. Найвідоміші прозаїки та поети 20 століття: Варадар, Дж. Веджатунга, К. Данієл, Д. Джива, Премджи, С. П. Амарасингам, С.Ганесалингам, Канаха-Сендінандан.

## Англомовна література Шрі-Ланки
Англомовна література Шрі-Ланки виникла у 19 ст. та розвивалася під впливом європейської, сингальської та тамільської літератури. У той період популярністю користувалися письменники: Р. Л. Спітелл («Зникли сліди», 1950 р.; «Там, де бродить білий олень»; «Дикий білий хлопчик»), Д. Виджаятунга (збірки оповідань «Трава під ногами», 1935 р., «Дівчина із касти родієв та інші оповідання», 1960 р.), Г. Вирасурія («Хариджан у штанях»), Г. Гунавардена (новели англійською та сингальською мовами), Р. Проктор («Дочка рибалки»), Анне Ранасингхе (вірші 1971, 1975 рр.). Виходять друком казки та оповідання для дітей, у яких зображується фольклор тамілов та сингалів Шрі-Ланки.